# Rhinoclama filatovae
Rhinoclama filatovae is een tweekleppigensoort uit de familie van de Cuspidariidae. De wetenschappelijke naam van de soort is voor het eerst geldig gepubliceerd in 1979 door Bernard.